# Південношведська височина

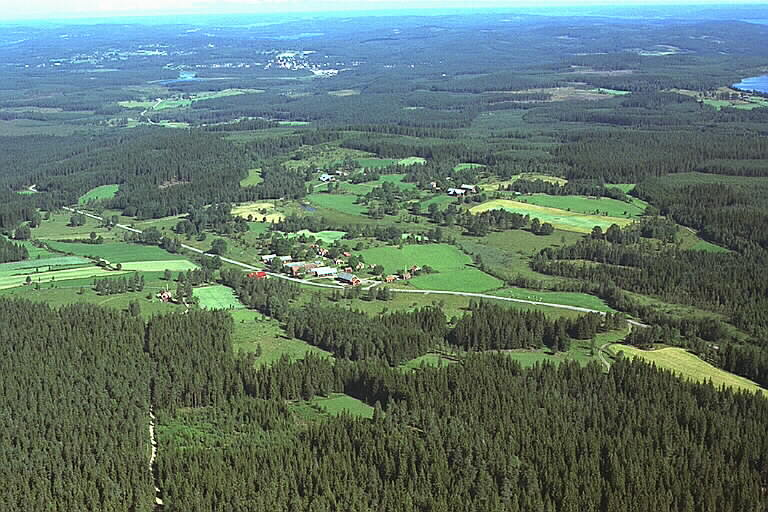
Вид з висоти на ферми та ліс у муніципалітеті Ідре

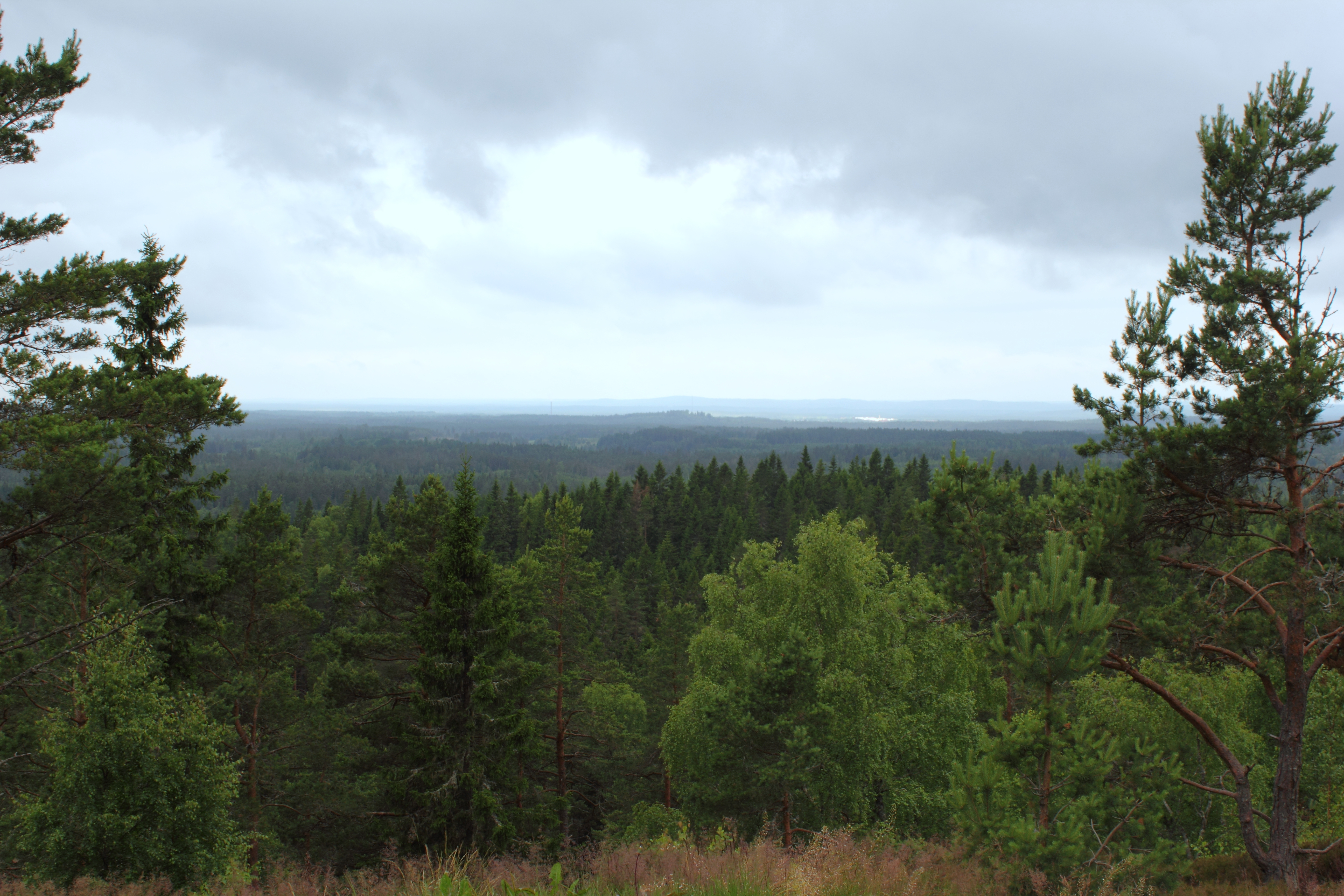
Лісистий ландшафт Південношведського нагір’я, вид зі Скуругатта в муніципалітеті Екше

Південношведське нагір'я або Південношведська височина (швед. Sydsvenska höglandet) — горбиста місцевість, що охоплює значні частини Йоталанду на півдні Швеції. За винятком відсутності глибоких долин, ландшафт схожий на рельєф Норрланда, що знаходиться далі на північ у Швеції. У центрально-східній частині нагір'я міститься близько тридцяти вузьких каньйонів, які місцеві називають скурусами.
Значна частина нагір'я лежить вище 200 м над рівнем моря, а навколо нагір'я є великі території, висота яких перевищує 100 м над рівнем моря. 
Нагір'я знаходиться головним чином у Смоланді , але охоплює також великі ділянки у Сконе, Галланді, Вестерйотланді, Естерйотланді і Блекінге. Найвища точка знаходиться на висоті 377 м над рівнем моря

## Історія
Південношведське нагір’я було заселене ще з Північної кам’яної доби, про що свідчать знахідки кам'яних ящиків. Під час скандинавської бронзової доби (бл. 1700–500 рр. до н. е.) відбулося значне розширення сільськогосподарських угідь на височині. Ґрунти, створені на валунній глині, були розчищені, а потім створені каїрни. Іншими періодами експансії сільського господарства є римська залізна доба і високе середньовіччя (бл. XIII століття).
Погані ґрунти створювали значні труднощі для сільського господарства на височині. Багато покинутих полів зараз вкриті лісом. Залишки занедбаних полів можна розпізнати на високогір’ї за характерними купами каміння, зробленими під час розчищення ділянок для культивації.

## Клімат
Клімат на заході височини вологіший, ніж на сході. Це пов’язано з орографічними опадами, спричиненими південно-західним вітром, який приносить вологе повітря на височину. Озеро Соммен розташовано у північно-східній частині височини де відносно низька вологість та низька кількість опадів.. Місячний рекорд опадів для Смоланда — 347 мм, зареєстровано в Юнгбю, в південно-західній частині нагір'я, у серпні 1945 року.
У січні середньодобова температура на височині падає приблизно до -5°C, що подібно до температури Дальсланду або Уппланду, що знаходяться значно північніше. У липні середня денна температура досягає лише близько 14°C, що можна порівняти з Йоккмокком на Полярному колі. Річна середньодобова температура нижче 5°C, що можна порівняти з Естерсундом, що на 750 км північніше. Хоча снігопади зазвичай відбуваються з кінця жовтня до початку травня, у Спінкабу снігопад спостерігався 30 вересня 1995 (12 см) і 14 червня 1982 (7 см). Оскільки лише три місяці середньодобова температура перевищує 10 °C, клімат кваліфікується як субарктичний. Зима часто є найдовшим сезоном, на височині вона триває з середини листопада до кінця березня. 
Південношведське нагір’я має  менше штормів, ніж південне та західне узбережжя Швеції, але шторми все одно можуть бути дуже руйнівними. Циклон Гудрун 2005 року був особливо сильним, завдавши значної шкоди лісам у південно-західній частині височини. Ялини особливо постраждали від Гудрун, тоді як інші дерева з розвиненішою кореневою системою почувалися краще. Пошкодження посилилися посадкою ялин і практикою суцільних рубок, у результаті чого багато дерев залишалися відкритими для вітру. Гудрун також спричинив відключення електроенергії та виведення з ладу телекомунікаційної інфраструктури на височині.

## Геологія

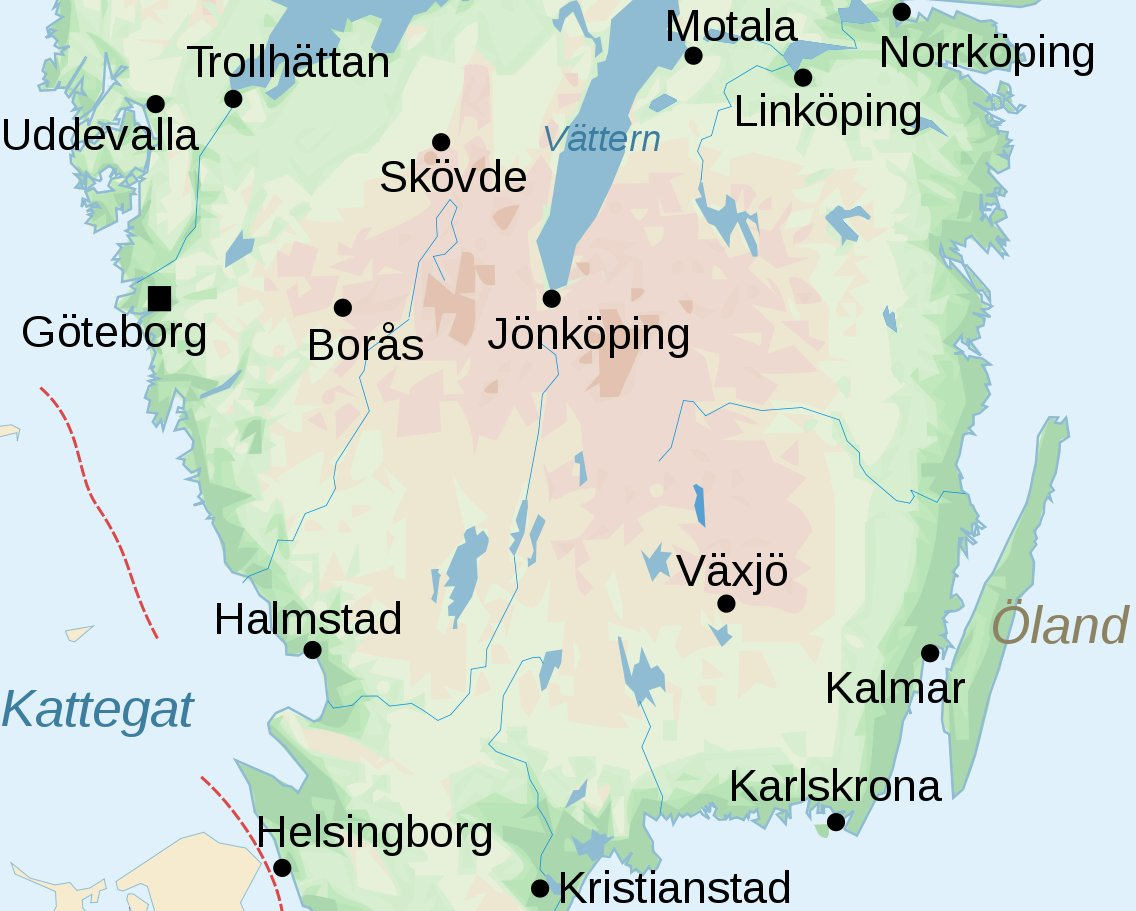
У центрі мапи позначена Південношведська височина

Геологічно височина є верхівкою Південношведського купола. Південношведський купол кілька разів опускався і підіймався внаслідок епеїрогенних рухів у фанерозої. Купол мав періоди опускання, а відкладення в осадових породах чергувалися з періодами вивітрювання та формуванням пенепленів і горбистого рельєфу. Субкембрійський пенеплен пізнього неопротерозойського віку є одним найдавніших з суходолів. Він охоплює східний і північний фланги купола та його пасмо, де він зруйнований, Субмезозойський горбистий рельєф покриває південну та західну околиці купола, приблизно відповідаючи провінціям Галланд, Блекінге та північно-східне Сконе. Наймолодшою чітко вираженою поверхнею є пенеплен Південний Смоланд, який утворився в неогені. У деталях Південношведський купол має форму п’ємонттреппену або сходів з ерозованих поверхонь. Зверху вниз рівні:
- пасмові та підняті частини субкембрійського пенеплена;
- пенеплен 300 м над рівнем моря;
- пенеплен висотою 200 м над рівнем моря, що містить різноманітні інзельберги[13];
- пенеплен Південний Смоланд (175–125 м над рівнем моря) 
  - поверхня 100 м над рівнем моря, яка є частиною пенеплену Південний Смоланд

Пізньокайнозойське підняття купола попередньо пов’язане з напругами стиснення в дальній зоні, які підняли регіон у вигляді гігантської антиклінальної літосферної складки. Таким чином, він схожий на підняті пасивні окраїни, такі як Скандинавські гори або гори Західної та Східної Гренландії.

### Останній льодовиковий період і дегляціація
Під час останньої дегляціації Віслинського льодовикового щита Південношведська височина була місцем дивергенції льодового потоку. Дегляціація південної Швеції була відносно повільною зі швидкістю відступу льоду менше ніж 150 м/рік. Відступ кілька разів переривався невеликим просуванням льодовика. Ці зміни призвели до утворення серії кінцевих моренних систем. 
Зараз різні озера на Південношведській височині містять планктонні види ракоподібних, які є реліктами з того часу, як Віслинський льодовиковий щит відступив з цієї території приблизно 12 000 років тому. Озеро Соммен цікаво тим, що в ньому є три види льодовикових реліктових ракоподібних: Pallasea quadrispinosa, Mysis affinis і Limnocalanus macrurus. Проте в озері немає найпоширенішого реліктового ракоподібного, знайденого в озерах південної Швеції, Mysis relicta.